# Димо (иконописац)
Димо (XVII век) био је српски сликар и иконописац.

## Дело
Димо је оставио запис из 1684. на икони Богородице у католичком самостану у Бачу.